# Трубочка с кремом
Трубочка с кремом — пирожное в виде трубочки из слоёного теста с белковым, заварным, творожным и зефирным кремом. Изначально является австрийским кондитерским изделием. В немецкоговорящих странах известно под названиями: «пенные роллы» (нем. Schaumrollen) или «кудри Шиллера», «локоны Шиллера» (нем. Schillerlocken).
Позже — популярный советский десерт, продаваемый повсеместно.

## История

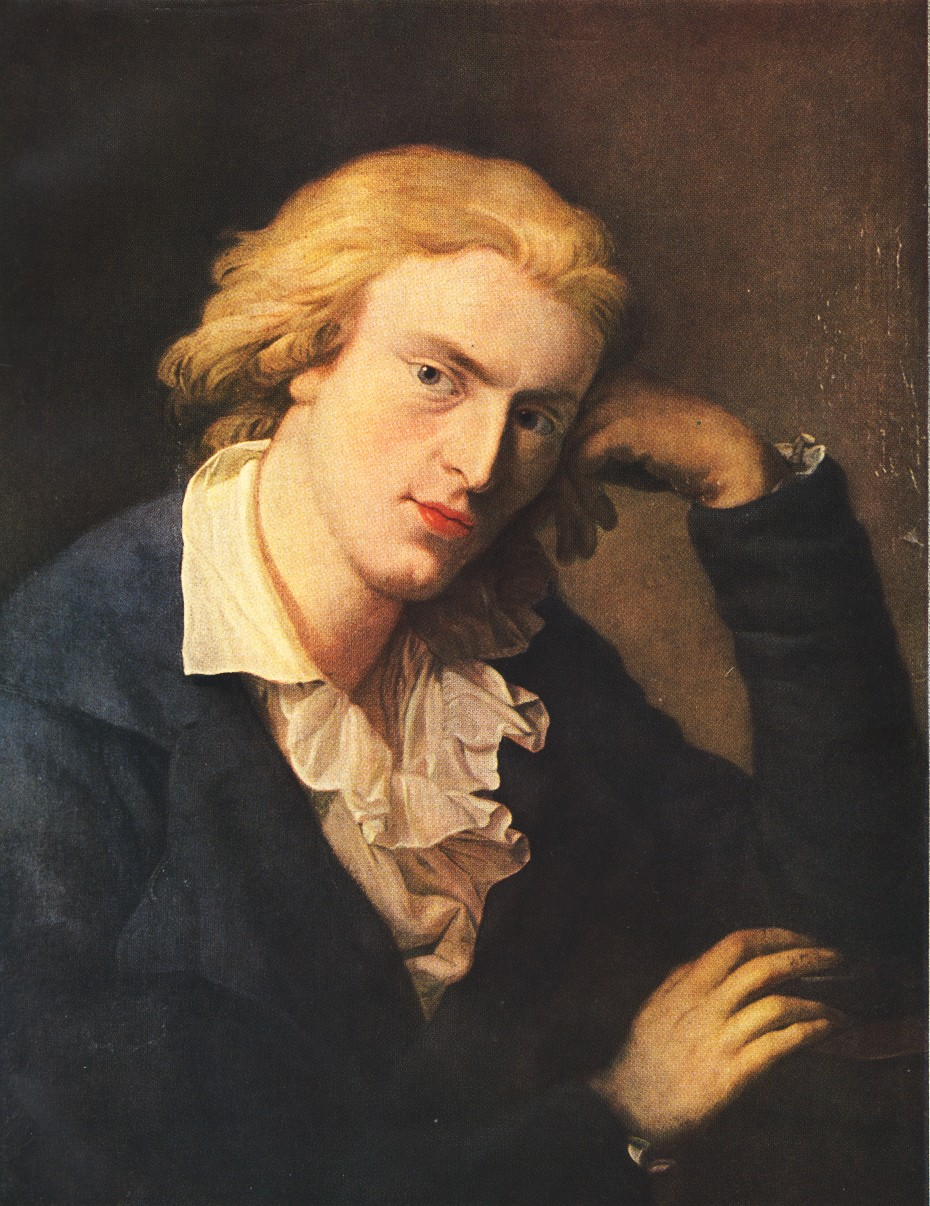
Портрет Фридриха Шиллера работы художника Антона Граффа дал народное название трубочкам с кремом и копчёным брюшкам катрана

Schillerlocken, «Локоны Шиллера», альтернативное название десерта, восходит к портрету Фридриха Шиллера работы Антона Граффа. На портрете поэт Фридрих Шиллер со светлыми кудрями в расслабленной позе сидит за столом. Этот портрет, который сейчас находится в Дрездене в Kügelgenhaus, часто копировали и широко использовали в качестве медной гравюры, что привело к появлению названия этих кондитерских изделий в массовой культуре.
Трубочки производились в СССР в 1960-80 годах, продавались по цене от 20 до 22 копеек. Были в буфетах во время выборов на избирательных участках. Их можно было купить и в цирке. В 2017 году приготовление пирожного было частью всероссийского конкурса «100 лучших товаров».

## Приготовление
Для приготовления блюда используют пшеничную муку, масло или маргарин, соль, лимонную кислоту, подсолнечное масло, сливки, сахарную пудру, ванильный сахар. Трубочка изготавливается путем наматывания тонких полосок теста по спирали вокруг конической металлической трубки, которую затем отправляют в духовку. Готовая трубочка заполняется кремом, как правило, сладким, но существуют и рецепты с несладкими кремами (сырный и т. п.).